# Flughafen Zacatecas

i8
i11
i13
Der Flughafen Zacatecas (spanisch Aeropuerto Internacional de Zacatecas, IATA-Code: ZCL, ICAO-Code: MMZC) ist ein internationaler Flughafen bei der Großstadt Zacatecas im gleichnamigen Bundesstaat in Mexiko.

## Lage
Der Flughafen Zacatecas befindet sich im mexikanischen Hochland etwa 500 km (Luftlinie) nordwestlich von Mexiko-Stadt in einer Höhe von ca. 2177 m.

## Flugverbindungen
Es werden hauptsächlich nationale Flüge nach Mexiko-Stadt und anderen mexikanischen Städten abgewickelt; internationale Ziele sind u. a. Dallas und Chicago.

## Passagierzahlen
Im Jahr 2019 wurden erstmals mehr als 460.000 Passagiere abgefertigt. Danach erfolgte ein deutlicher Rückgang infolge der COVID-19-Pandemie.

## Zwischenfälle
- Am 5. Januar 1949 verunglückte eine privat durch den Mexikaner L.A. Piedra betriebene Curtiss C-46A-45-CU Commando (Luftfahrzeugkennzeichen unbekannt) nach dem Start vom Flughafen Zacatecas. Das Flugzeug wurde irreparabel beschädigt. Beide Piloten, die einzigen Insassen, überlebten den Unfall.[5]